# 博德科 (阿肯色州)
博德科（英語：Bodcaw）是一個位於美國阿肯色州內華達縣的城鎮。

## 地理
博德科的座標為33°33′24″N 93°24′05″W / 33.55667°N 93.40139°W，而該地的平均海拔高度為109米（即358英尺）。

## 人口
根據2020年美國人口普查的數據，博德科的面積為7.87平方千米，當中陸地面積為7.78平方千米，而水域面積為0.19平方千米。當地共有人口121人，而人口密度為每平方千米15人。